# Norice
Norice (strokovno tudi varičela, varicella) ali vodene koze so zelo nalezljiva bolezen, ki prizadene zlasti otroke. Povzroča jo virus noric. Po ozdravitvi ostane virus navzoč v telesu in se lahko pozneje v odrasli dobi, po navadi po hujši oslabitvi odpornosti, reaktivira. Takrat izbruhne bolezen, ki jo imenujemo pasovec (herpes zoster). Norice se zelo redko končajo s smrtjo.

## Povzročitelj
Virus noric, strokovno imenovan humani herpes virus 3, spada v rod varičelavirus (Varicellavirus), poddružino alfaherpesvirin (Alphaherpesvirinae) in družino herpesvirusov (Herpesviridae). To je družina srednje velikih (150-200 nm) virusov z ravno dvojnovijačno DNK z ikozaedrično kapsido iz 162 kapsomer in lipidno ovojnico, skozi katero štrlijo glikoproteinske bodice. Soroden je virusu herpesa simpleksa, ki povzroča značilne mehurčaste izpuščaje na koži in sluznicah. V Evropi je prekuženost prebivalstva z virusom noric zelo velika; navadno se človek prvič okuži že v otroštvu.

## Prenašanje virusa
Virus noric je zelo kužen. Prenaša se kapljično. Bodoči bolnik se okuži z vdihanjem kapljic, ki jih je izkašljala obolela oseba. Virus na zraku preživi samo deset minut. Okužba prek predmetov je zato malo verjetna. Po izpostavljenosti virusu se bolezen pojavi pri več kot 90 % ljudi, ki še niso razvili aktivne imunosti.
Bodoči bolnik je kužen že v inkubacijski dobi dva dni pred pojavom prvih kožnih izpuščajev in še vse do okoli deset dni po izginotju zadnjega svežega izpuščaja. V tem času se mora bolnik izogibati stiku z zdravimi ljudmi. Občutljivi so zlasti neprekuženi otroci, nosečnice, ki še niso prebolele noric, in starejši, ki so morda imunsko oslabeli. Če se kljub vsemu nosečnica okuži, obstaja nevarnost znotrajmaternične okužbe plodu. Okužba je posebno nevarna  med 8. in 21. tednom nosečnosti. Razvije se lahko sindrom prirojenih noric. Znotrajmaternično okuženi novorojenček se lahko rodi s spremembami na koži, prizadetostjo oči in možganov. Če pride do okužbe tik pred porodom ali takoj po njem, se lahko pri novorojenčku razvije generalizirana, smrtno nevarna bolezen. Med odraslimi in starejšimi so posebno dovzetni za okužbo bolniki z aidsom, rakavi bolniki, bolniki s presajenimi organi, posebno kostnim mozgom.

## Simptomi
Inkubacijska doba traja od 10 do 21 dni. Nato se pojavijo blažja in kratkotrajna vročina, glavobol in bolečine v sklepih. V naslednjih dneh se na koži pojavijo prvi izpuščaji. Izpuščaji se pojavljajo značilno najprej na obrazu, lasišču in po trupu, pozneje tudi po udih. Izpuščaji so rdečkasti, včasih srbeči in se pojavljajo v zagonih (ko prvi izpuščaji že zorijo, se pojavijo spet novi). Iz posameznega rdečkastega madeža nastane po nekaj urah mehurčast izpuščaj v velikosti riževega zrna. Izpuščaji se posušijo in nastale kraste odpadejo, ne da bi povzročile brazgotine. Mehurčasti izpuščaji so lahko napolnjeni z gnojem, takrat lahko na prizadetih mestih ostanejo drobne brazgotinice. Redkeje se izpuščaji pojavijo tudi na vidnih sluznicah.
Bolezen povečini mine brez posledic in zapletov. Ob praskanju izpuščajev lahko pride do dodatne okužbe s streptokoki ali stafilokoki.

## Zdravljenje
Specifičnega zdravljenja ni. Zdravljenje noric zajema lajšanje srbenja - na izpuščaje nanašamo adstringentno mazilo. Če nastopi višja vročina, le-to zdravimo z antipiretiki. 
Z razvojem protivirusnih zdravil je možna tudi pospešitev ozdravitve z jemanjem aciklovirja. Protivirusno zdravilo je treba vzeti čim prej, najpozneje 24 ur po nastopu prvih simptomov. Protivirusna terapija se uporablja zlasti pri imunsko oslabljenih bolnikih.

## Cepljenje
Strokovnjaki priporočajo preventivno cepljenje proti noricam že od leta 1995. Po mnenju nekaterih je smiselno le za bolj ogrožene osebe, kot so npr. ljudje z oslabljenim delovanjem imunskega sistema, pri katerih lahko poteka bolezen huje. 